# Ondřejov
Ondřejov es un pueblo en Distrito de Praha-východ, Región de Bohemia Central. Está a 15 kilómetros de distancia de la ciudad Říčany. En Ondřejov viven casi 1500 habitantes. Es un pueblo conocido por el Observatorio de Ondřejov – centro laboral del Instituto Astronómico de la Academia de Ciencias de la República Checa. El casco histórico se considera como monumento cultural desde 2003.

## Historia
El nombre del pueblo recuerda a los señores de Dubá, quienes utilizaban a menudo el nombre Ondřej (Andrés) y es posible que fundaran el pueblo. La primera muestra escrita de la existencia del pueblo es del año 1352, pero la iglesia fue construida ya en el primer cuarto del siglo XIV. En la Edad Media se explotaban las minas de plata en los alrededores del pueblo y, según los mineros de la ciudad italiana Mantua, se llama colina Manda. De la artesanía destacaba la alfarería y la fumistería. En el 1850 vivían en el pueblo 817 habitantes en 164 casas, en el 1990 ya 974 habitantes en 169 casas y en el 1970 973 habitantes en 248 casas.
Entre los años 1898 y 1906 el industrial Josef Jan Frič construyó en la colina Manda el observatorio, el que donó a la Universidad Carolina en 1928. Hoy en día, está rígida por el Instituto Astronómico de la Academia de Ciencias de la República Checa.
Desde el año 1958 se fabricaban las sartenes eléctricas llamadas “remosky” en el granero de Ondřejov.

## Monumentos

### Iglesia de San Simón y San Judas
La iglesia de San Simón y San Judas, con una sola nave y torre renacentista, fue reconstruida varias veces. La última vez fue en 1773. En 1876 fue elevada la torre. La iglesia fue probablemente construida en el primer cuarto del siglo XIV.

### Monumento a los muertos en la Primera Guerra Mundial
En la plaza de Ondřejov se encuentra el Monumento a los muertos en la Primera Guerra Mundial inaugurado en 1928 para la ocasión de conmemoración de décimo aniversario de Checoslovaquia. Luego fue añadido el tablón a la conmemoración de las víctimas de la Segunda Guerra Mundial.

### Casa Leonora
La casa Leonora bajo la colina Manda fue construida para la gran cantante de ópera, Eleanora Ehrenbergerová, que cantó el papel de Mařenka en La novia vendida del compositor checo Bedřích Smetana. La cantante falleció en su casa en 1912.

### Escultura de Svatý Ondřej (San Andrés)
La escultura de San Andrés se encuentra en la Plaza del 9 de mayo y es una copia de la escultura barroca de Bedčich Stefan (alrededor de 1740).
- Datos: Q2023886
- Multimedia: Ondřejov (Prague-East District) / Q2023886